# Parque Nacional de Vilsandi
O Parque Nacional de Vilsandi (em estoniano:  Vilsandi rahvuspark) é um parque nacional no condado de Saare, incluindo parte da ilha de Vilsandi, alguns ilhéus, e parte da ilha Saaremaa, na Estónia. É classificado como sítio Ramsar. Um terço de todas as espécies de plantas protegidas na Estónia encontra-se neste parte.
O parque foi antes uma reserva de aves fundada em 1910 tendo sido designado parque nacional em 1979. É um ecossistema muito sensível devido ao uso da zona por muitas aves migratórias para nidificação e procriação. A caça está absolutamente proibida. Este parque é um popular destino turístico para os estónios e estrangeiros, especialmente para os provenientes da Finlândia.